# داراختر دم‌درخشان

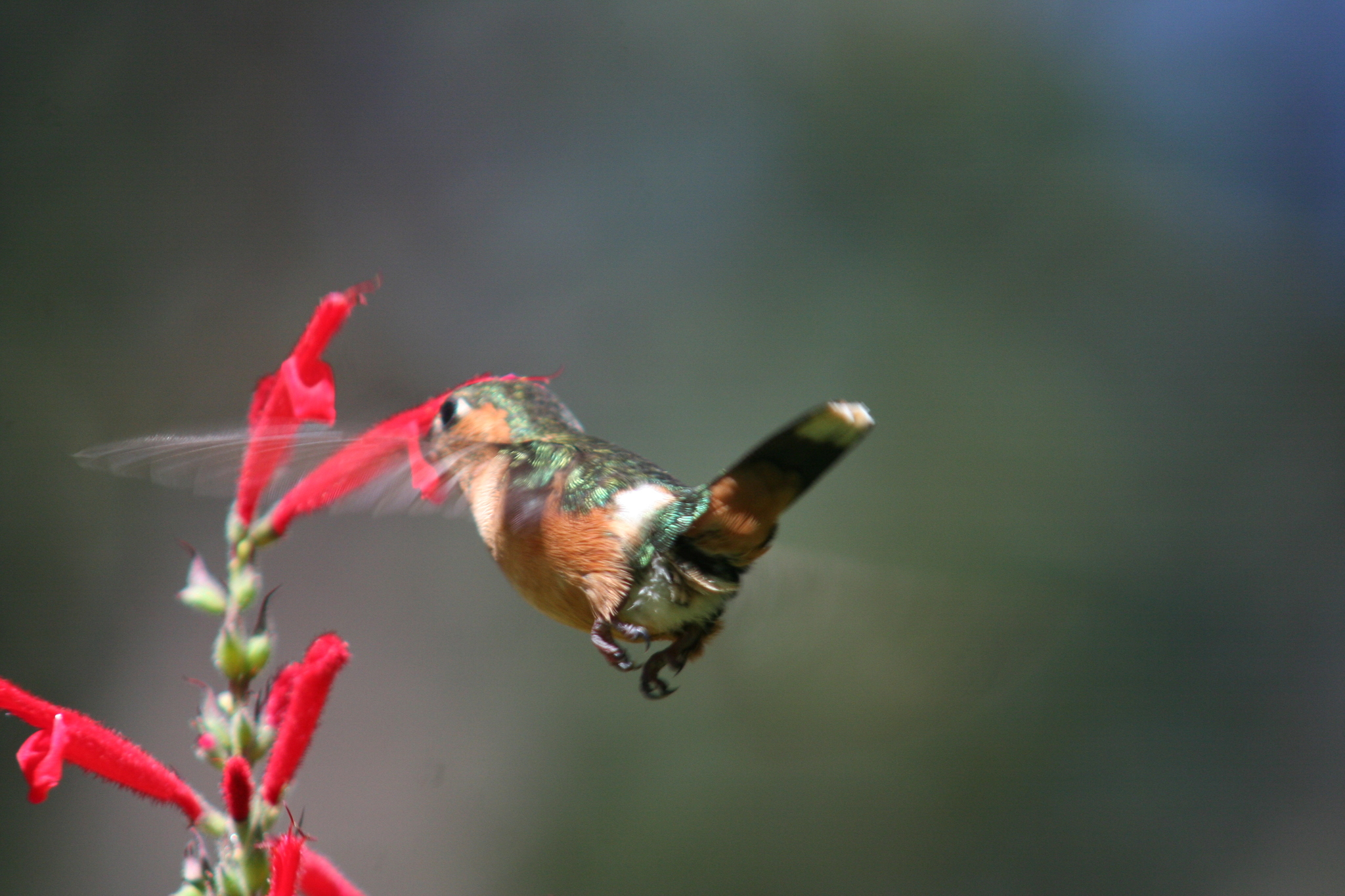
ماده

داراختر دم‌درخشان (نام علمی: Tilmatura dupontii)، که همچنین به عنوان مگس‌مرغ دم‌درخشان شناخته می‌شود، یک گونه مگس‌مرغ از خانواده مگس‌مرغان است که در کاستاریکا، السالوادور، گواتمالا، هندوراس، مکزیک و نیکاراگوئه یافت می‌شود. زیستگاه‌های طبیعی آن جنگل‌های کوهستانی نمناک نیمه‌گرمسیری یا گرمسیری و جنگل‌های پیشین به شدت تخریب‌شده‌است.